# واکینا (کالیفرنیا)
واکینا (به انگلیسی: Waukena) یک منطقهٔ مسکونی در ایالات متحده آمریکا است که در شهرستان تولار، کالیفرنیا واقع شده‌است. واکینا ۲٫۴۴۱ کیلومتر مربع مساحت و ۱۰۸ نفر جمعیت دارد و ۶۸٫۸۹ متر بالاتر از سطح دریا واقع شده‌است.